# Lucie Chroustovská
Lucie Chroustovská (* 13. Januar 1972 in Liberec) ist eine ehemalige tschechische Skilangläuferin und Biathletin.

## Werdegang
Chroustovská startete international erstmals bei den Nordischen Junioren-Skiweltmeisterschaften 1992 in Vuokatti. Dort holte sie Silber mit der Staffel. Bei den Weltmeisterschaften 1993 in Falun belegte sie den 48. Platz über 30 km Freistil und den 32. Rang über 15 km klassisch. Im März 1993 holte sie in Štrbské Pleso mit dem 28. Platz über 10 km klassisch ihre einzigen Weltcuppunkte. Im folgenden Jahr kam sie bei den Olympischen Winterspielen in Lillehammer auf den 48. Platz über 15 km Freistil, auf den 39. Rang über 30 km klassisch und zusammen mit Kateřina Neumannová, Martina Vondrová und Iveta Zelingerová auf den neunten Platz in der Staffel. Ihr letztes internationales Rennen im Skilanglauf absolvierte sie im Januar 1995 beim Weltcup in Nové Město, das sie auf dem 48. Platz über 15 km klassisch beendete.
Im Biathlon nahm Chroustovská in der Saison 1995/96 am Weltcup teil. Ihre beste Platzierung dabei war der 65. Platz im Einzel in Osrblie.